# العلاقات الجزائرية الشمال مقدونية
العلاقات الجزائرية الشمال مقدونية هي العلاقات الثنائية التي تجمع بين الجزائر وشمال مقدونيا.

## مقارنة بين البلدين
هذه مقارنة عامة ومرجعية للدولتين:
| وجه المقارنة                                              | الجزائر                      | شمال مقدونيا                                               |
| --------------------------------------------------------- | ---------------------------- | ---------------------------------------------------------- |
| المساحة (كم2)                                             | 2.38 مليون                   | 25.71 ألف                                                  |
| عدد السكان (نسمة)                                         | 38.81 مليون                  | 2.08 مليون                                                 |
| الكثافة السكانية (ن./كم²)                                 | 16.31                        | 80.9                                                       |
| العاصمة                                                   | الجزائر                      | إسكوبية                                                    |
| اللغة الرسمية                                             | اللغة العربية، لغات أمازيغية | اللغة المقدونية، اللغة الألبانية                           |
| العملة                                                    | دينار جزائري                 | دينار مقدوني                                               |
| الناتج المحلي الإجمالي (بليون دولار)                      | 170.37 مليار                 | 11.34 مليار                                                |
| الناتج المحلي الإجمالي (تعادل القوة الشرائية) بليون دولار | 582.63 مليار                 | 29.26 مليار                                                |
| الناتج المحلي الإجمالي الاسمي للفرد دولار أمريكي          | 4.21 ألف                     | 4.85 ألف                                                   |
| الناتج المحلي الإجمالي للفرد دولار أمريكي                 | 14.19 ألف                    | 16.25 ألف                                                  |
| مؤشر التنمية البشرية                                      | 0.745                        | 0.747                                                      |
| رمز المكالمات الدولي                                      | +213                         | +389                                                       |
| رمز الإنترنت                                              | .dz                          | .mk                                                        |
| المنطقة الزمنية                                           | ت ع م+01:00                  | توقيت وسط أوروبا، ت ع م+01:00، ت ع م+02:00، أوروبا/سكوبيه ‏ |

## مدن متوأمة
في ما يلي قائمة باتفاقيات التوأمة بين مدن جزائرية وشمال مقدونية:
- ترتبط الشلف مع إسكوبية باتفاقية توأمة.

## منظمات دولية مشتركة
يشترك البلدان في عضوية مجموعة من المنظمات الدولية، منها:
| علم المنظمة | اسم المنظمة                               | تاريخ انضمام الجزائر | تاريخ انضمام شمال مقدونيا |
| ----------- | ----------------------------------------- | -------------------- | ------------------------- |
|             | مؤسسة التنمية الدولية                     | 26 سبتمبر 1963       | 25 فبراير 1993            |
|             | يونسكو                                    | 15 أكتوبر 1962       | 28 يونيو 1993             |
|             | وكالة ضمان الاستثمار متعدد الأطراف        | 4 يونيو 1996         | 19 مارس 1993              |
|             | الأمم المتحدة                             | 8 أكتوبر 1962        | 8 أبريل 1993              |
|             | الاتحاد البريدي العالمي                   | ?                    | ?                         |
|             | البنك الدولي للإنشاء والتعمير             | 26 سبتمبر 1963       | 25 فبراير 1993            |
|             | الاتحاد الدولي للاتصالات                  | 3 مايو 1963          | 4 مايو 1993               |
|             | منظمة حظر الأسلحة الكيميائية              | ?                    | ?                         |
|             | مؤسسة التمويل الدولية                     | 23 سبتمبر 1990       | 25 فبراير 1993            |
|             | المركز الدولي لتسوية المنازعات الاستشارية | 22 مارس 1996         | 26 نوفمبر 1998            |
|             | منظمة التجارة العالمية                    | ?                    | ?                         |
|             | منظمة الشرطة الجنائية الدولية             | ?                    | ?                         |

## وصلات خارجية
- موقع وزارة الخارجية الجزائرية